# Gordien (personnage)
Pour les articles homonymes, voir Gordien, Gordien Ier, Gordien II et Gordien III.
Gordien (Gordianus) est le personnage principal de la série Les Mystères de Rome (Roma Sub Rosa) de Steven Saylor, dans la République romaine. 
Il se sert de son intelligence pour vivre, enquêtant sur des crimes et d'autres affaires pour des avocats romains comme Cicéron. Au début, il vit dans une petite maison sur le mont Esquilin à Rome avec sa famille, mais il hérite ensuite d'une ferme en Étrurie, qu'il échange contre une maison sur le mont Palatin, donnant son ancienne maison à son fils Eco.
Gordien entre en relation avec des personnages historiques réels comme Sylla, Crassus, Catulle, Pompée, Jules César, ou Marc Antoine.
Le premier roman où il apparaît, Du sang sur Rome, s'inspire d'un authentique procès pour meurtre dans lequel Cicéron a défendu Sextus Roscius accusé de parricide. Par la suite, ses aventures suivent les grands événements des dernières décennies de la République qui sont reconstitués de manière minutieuse. 
Pour un Romain, Gordien a une famille originale. Sa femme, Bethesda, est son ancienne concubine égyptienne, qu'il a acquise comme esclave à Alexandrie. Son premier fils adoptif Eco était un enfant des rues muet qui a suivi les traces de son père comme enquêteur. Un autre fils adoptif, Meto, était un esclave de Crassus. Il s'est éloigné de son père en devenant soldat puis espion. Gordien a aussi adopté Rupa, le frère de Cassandra, une femme qu'il a aimée. Enfin, Diana, la seule fille qu'il ait eue avec Bethesda, est une femme intelligente et déterminée. Elle a épousé Davus, l'ancien garde du corps de son père.
Républicain de cœur, Gordien assiste à la fin de la République romaine et à la naissance de l'Empire romain.

## Romans de la sérieLes Mystères de Rome
- Roman Blood (1991) Publié en français sous le titre Du sang sur Rome, Paris, Ramsay, 1997 ; réédition, Paris, 10/18, « Grands Détectives » no 2996, 1998
- Arms of Nemesis (1992) Publié en français sous le titre L'Étreinte de Némésis, Paris, Ramsay, 1997 ; réédition, Paris, 10/18, « Grands Détectives » no 3064, 1999
- Catilina's Riddle (1993) Publié en français sous le titre L'Énigme de Catilina, Paris, Ramsay, 1997 ; réédition, Paris, 10/18, « Grands Détectives » no 3099, 1999
- The Venus Throw (1995) Publié en français sous le titre Un Égyptien dans la ville, Paris, Ramsay, 1998 ; réédition, Paris, 10/18, « Grands Détectives » no 3143, 2000
- A Murder on the Appian Way (1996) Publié en français sous le titre Meurtre sur la voie Appia, Paris, Ramsay, 2001 ; réédition, Paris, 10/18, « Grands Détectives » no 3413, 2002
- Rubicon (1999) Publié en français sous le titre Rubicon, Paris, Éditions du Masque, coll. Grands Formats, 2001 ; réédition, Paris, 10/18, « Grands Détectives » no 3547, 2003
- Last Seen in Massilia (2000) Publié en français sous le titre Le Rocher du sacrifice, Paris, Éditions du Masque, coll. Grands Formats, 2002 ; réédition, Paris, 10/18, « Grands Détectives » no 3625, 2004
- A Mist of Prophecies (2002) Publié en français sous le titre La Dernière Prophétie, Paris, Éditions du Masque, coll. Grands Formats, 2003 ; réédition, Paris, 10/18, « Grands Détectives » no 3824, 2005
- The Judgment of Caesar (2004) Publié en français sous le titre Le Jugement de César, Paris, Éditions du Masque, coll. Grands Formats, 2006 ; réédition, Paris, 10/18, « Grands Détectives » no 4079, 2007
- The Triumph of Caesar (2008)
- The Seven Wonders (2012)